# Asociația națională arădană pentru cultura poporului român
Asociația națională arădană pentru cultura poporului român a fost o asociație regională din Crișana și Banat pentru promovarea culturii românilor, apărută după modelul Asociațiunii pentru literatura română și cultura poporului român din Sibiu, pe fondul unei conjuncturi politice favorabile, epoca liberalismului în Imperiul Habsburgic.

## Înființare
Ideea înființării unor instituții culturale cu largă extensiune geografică, dar și socială în Transilvania a fost lansată de Simion Bărnuțiu, cu clarviziune, în discursul său din 2/14 mai 1848 din catedrala Blajului:
„Să cercăm la popoarele luminate, care sunt mijloacele culturii? și vom afla că acele sunt școalele și institutele pentru științe și arte... Națiunea întreagă trebuie să-și împreune puterile întru ridicarea acestor așezăminte, și să facă negoț comun din cultura națională.”
După înființarea ASTREI la Sibiu, în anul 1861, în virtutea concurenței spirituale, Atanasie Șandor, Miron Romanul, și Nicolae Philimon redactează un apel la 7/19 septembrie 1861, la Arad:
„Românii din comitatul Aradului nicicând n-au fost parte neînsemnată în românime. Să nu rămânem nici acum îndărăt, nici într-o privință, când cu atâta istețime au început a înainta frații noștri români pretutindeni.”
În toamna anului 1861 fruntașii românilor din Arad au pregătit statutul asociației, iar la 2/14 ianuarie 1862 au elaborat un lung memoriu justificativ pe marginea observațiilor primite de la Consiliul Locumtențial Ungar, iar, în cele din urmă, statutul a primit consacrarea oficială, aprobată prin rezoluția imperială din 17 septembrie 1862, iar din partea Consiliului Locumtențial Ungar la 11 februarie 1863. Astfel putând începe pregătirile pentru constituirea asociație.
Asociația a fost înființată la 30 aprilie/ 12 mai 1863 cu ocazia primei adunări generale care a avut loc la Hotelul Crucea Albă din Arad. Președinte a fost ales episcopul ortodox Procopie Ivașcovici, vicepreședinți, canonicul greco-catolic Mihail Naghi din Lugoj și Gheorghe Popa de Teiuș, ca director prim a fost ales Anton Mocioni, iar ca director secund Sigismund Popovici.

## Organizare, program și strategie
Revoluția de la 1848 a dus la desființarea relațiilor feudale, generând un relativ progres economic al românilor transilvăneni, ceea ce a dus în planul vieții colective o sensibilă ascensiune socială a comunităților românești, astfel înființarea unor instituții culturale care să racordeze comunitățile sătești la actul de cultură a fost, oarecum, natural. Relevator, în acest sens este faptul că, în anul 1864, Asociația arădeană număra 1017 membri, care proveneau din 220 de localități din Banat și Crișana.
Fluctuația numărului membrilor asociației a înregistrat o creștere progresivă în primul deceniu de activitate, 810 membri în 1863, 1690 în 1866 și circa 2100 în 1871. Asociația a cunoscut un declin în deceniile opt și nouă, numărul membrilor scăzând drastic la 156 în anul 1883, dar crește din nou la 516 în preajma procesului memorandiștilor, evidențiind nexurile dintre politic și cultural.
Asociația a reconfigurat relațiile omului de rând cu viața publică: cartea în limba română a fost pusă la dispoziția clasei țărănești, au fost organizate adunări populare de alfabetizare, s-au înființat biblioteci, case de cultură, reuniuni agricole etc.
În același timp cu popularizarea educației, științei și a culturii în mediul rural, activitatea asociației a fost dublată de preocuparea pentru creația savantă, pentru cultura majoră. Astfel, într-o vreme în care disputa între fonetism și etimologism crea mari confuzii în rândul editorilor de cărți, reviste și ziare, la adunarea generală a asociației din 10-11 mai 1865, Vincențiu Babeș propune crearea unui front comun, între asociațiile ASTRA, Societatea Culturală din Bucovina și „bărbații cultivați din România” pentru unificarea ortografiei românești. Propunere care a produs o puternică impresie atât în Transilvania și Bucovina, cât și în Principatele Române.
Asociația arădană s-a implicat și în formarea elitei intelectuale românești, astfel împreună cu ASTRA și Societatea „Transilvania” din București au colaborat între anii 1868 și 1870 în vederea acordării de burse studenților români transilvăneni care studiau la universități străine. Acestea comunicându-și reciproc listele studenților care beneficiau de ajutoare financiare. De asemenea, asociația arădeană a sprijinit puternic fundația „România Jună” și ASTRA pentru înființarea unei catedre de limba română la Universitatea din Viena.
În anii 1870 - 1871 asociația arădeană a sprijinit acțiunea ASTREI de înființare a unei Academii juridice românești în Transilvania, mobilizând prin intermediul colectorilor săi strângerea de fonduri bănești din Banat și Crișana. Mai mult, Vicențiu Babeș trimitea memorii lui I.C. Brătianu solicitând acordarea de fonduri bănești pe seama asociației, care să-i permită acesteia susținerea mai eficientă învățământului românesc.
În anii 1900, sub conducerea lui Vasile Goldiș, asociația a demarat o amplă acțiune de realizare a monografiilor comunelor românești din zonă.
Asociația națională arădană pentru cultura poporului român și-a încheiat activitatea după încheierea Primul Război Mondial.